# 瑟纳尔让-米尼亚方
瑟纳尔让-米尼亚方（法語：Senargent-Mignafans，法語發音：[sənaʁɡɑ̃ miɲafɑ̃]）是法国上索恩省的一个市镇，属于吕尔区。该市镇于1973年由原市镇瑟纳尔让（Senargent）和米尼亚方（Mignafans）合并而成。

## 地理
瑟纳尔让-米尼亚方（47°33'54"N, 6°31'34"E）面积10.77 平方千米，位于法国勃艮第-弗朗什-孔泰大區上索恩省，该省份为法国东部内陆省份，北起顺时针与孚日省、贝尔福地区省、杜省、汝拉省、科多尔省和上马恩省接壤。
与瑟纳尔让-米尼亚方接壤的市镇（或旧市镇、城区）包括：伯沃日、格朗日城、圣费尔热、贝勒方丹。
瑟纳尔让-米尼亚方的时区为UTC+01:00、UTC+02:00（夏令时）。

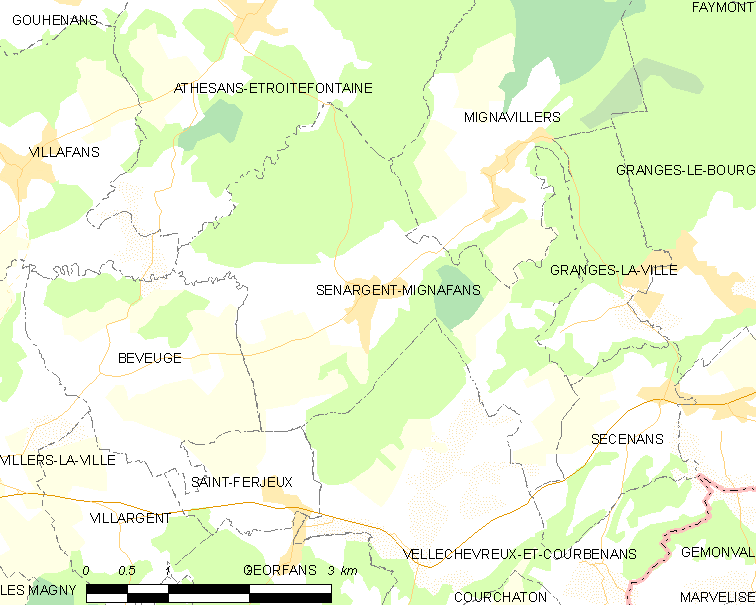
瑟纳尔让-米尼亚方的OSM定位图

## 行政
瑟纳尔让-米尼亚方的邮政编码为70110，INSEE市镇编码为70487。

## 政治
瑟纳尔让-米尼亚方所属的省级选区为维莱塞克塞勒县。

## 人口

1962-2008年间瑟纳尔让-米尼亚方人口变化图示

瑟纳尔让-米尼亚方于2022年1月1日时的人口数量为284人。